# Ophisma intermedia
Ophisma intermedia är en fjärilsart som beskrevs av Louis Beethoven Prout 1922. Ophisma intermedia ingår i släktet Ophisma och familjen nattflyn. Inga underarter finns listade i Catalogue of Life.